# Медаль Дарвіна — Воллеса
Медаль Дарвіна—Воллеса (англ. Darwin–Wallace Medal) — нагорода Лондонського Ліннеївського товариства, яку вручають за видатні досягнення у еволюційній біології. Раніше нагороду вручали кожні п'ятдесят років, починаючи з 1908 року, через п'ятдесят років після спільної презентації робіт Чарлза Дарвіна та Альфреда Воллеса «On the Tendency of Species to form Varieties; and on the Perpetuation of Varieties and Species by Natural Means of Selection» у Лондонському Ліннеївському товаристві 1 липня 1858 року. 2008 року періодичність вручення нагороди змінили — починаючи з 2010 року її вручають щорічно.

## Лауреати

### 1908
Перша золота медаль була вручена Альфреду Воллесу, шість срібних медалей наступним вченим:
- Джозеф Долтон Гукер (англ. Joseph Dalton Hooker)
- Август Вейсман (нім. August Weismann)
- Ернст Геккель (англ. Ernst Haeckel)
- Френсіс Гальтон (англ. Francis Galton)
- Рей Ланкастер (англ. E. Ray Lankester)
- Едуард Адольф Страсбургер (нім. Eduard Adolf Strasburger)

### 1958
20 срібними медалями були відзначені:
- Едгар Андерсон (англ. Edgar Anderson)
- Євген Никанорович Павловський (рос. Евгений Никанорович Павловский)
- Моріс Коллері (фр. Maurice Caullery)
- Бернгард Ренш (нім. Bernhard Rensch)
- Рональд Фішер (англ. Ronald Fisher)
- Джордж Гейлорд Сімпсон (англ. George Gaylord Simpson)
- Карл Рудольф Флорін (швед. Carl Rudolf Florin)
- Карл Скоттсберг (швед. Carl Skottsberg)
- Роже Ейм (фр. Roger Heim)
- Г'ю Гамшо Томас (англ. Hugh Hamshaw Thomas)
- Джон Бердон Сандерсон Голдейн (англ. John Burdon Sanderson Haldane)
- Ерік Стенше (швед. Erik Stensiö)
- Джон Гатчінсон (англ. John Hutchinson)
- Йоте Вільгельм Турессон (швед. Göte Turesson)
- Джуліан Гакслі (англ. Julian Huxley)
- Віктор ван Стрален (фр. Victor van Straelen)
- Ернст Майр (англ. Ernst Mayr)
- Девід Мередіт Вотсон  (англ. David Meredith Seares Watson)
- Герман Джозеф Мюллер (англ. Hermann Joseph Muller)
- Джон Крістофер Вілліс (англ. John Christopher Willis) (посмертно)

### 2008
13 срібними медалями були відзначені, зокрема двоє посмертно:
- Нік Бартон (англ. Nick Barton)
- Марк Вейн Чейз (англ. Mark Wayne Chase)
- Брайан Кларк (англ. Bryan Clarke)[3]
- Джозеф Фельзенштейн (англ. Joseph Felsenstein)
- Стівен Гулд (англ. Stephen Jay Gould) (посмертно)
- Пітер Реймонд Грант (англ. Peter Raymond Grant)
- Розмарі Грант (англ. Rosemary Grant)
- Джеймс Маллет (англ. James Mallet)
- Лінн Марґуліс (англ. Lynn Margulis)
- Джон Мейнард Сміт (англ. John Maynard Smith) (посмертно)
- Мохамед Нур (англ. Mohamed Noor)
- Г. Аллен Орр (англ. H. Allen Orr)[4]
- Лінда Партрідж (англ. Linda Partridge)

### З 2010[5]
- 2010: Брайан Чарлзворт (англ. Brian Charlesworth)
- 2011: Джеймс Лейк (англ. James A. Lake)
- 2012: Лорен Рісберг (англ. Loren H. Rieseberg)
- 2013: Годфрі Г'юїтт (англ. Godfrey Hewitt)
- 2014: Дольф Шултер (англ. Dolph Schluter)
- 2015: Роджер Батлін (англ. Roger Butlin)